# 比利时地理

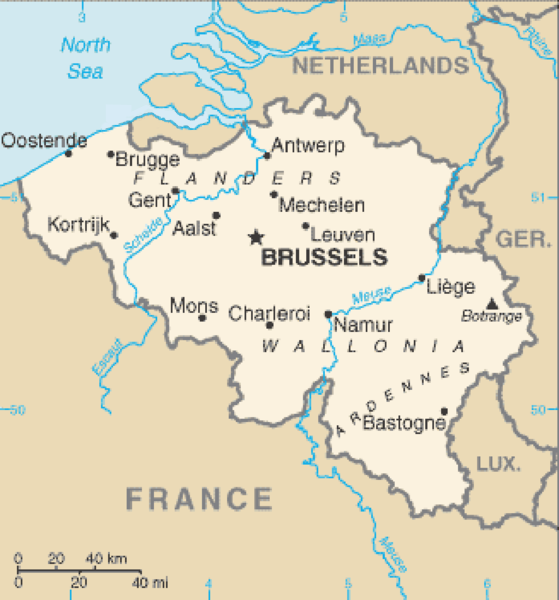

比利时位于欧洲大陆西北部，与英国隔海相望。北邻为荷兰，南接为法国，东南临卢森堡，东与德国接壤。国土面积3.05万平方公里。
比利时分为三大地理区域：西部的海边平原、中部的高原、以及东部的阿登山脉。西部平原地势平坦，有诸多围海造出的洼地。中部为渐渐升高的平原地区，土地富饶，河流众多，灌溉充分，同时也有一些洞穴和峡谷。东部为阿登山脉，地势較高，最高点博特朗日山（Signal de Botrange）海拔694米，多森林，多处基岩裸露，不宜耕种。这也是比利时大多数野生动物的栖息处。
比利时主要河流有：斯凯尔特河，流经图尔奈、根特、安特卫普，和默兹河，流经那慕尔、列日。
比利时属于温带海洋性气候——温和、凉爽、多雨，夏天平均气温25℃，冬天平均气温7.2℃。全年最低与最高气温一般在-12.2℃和32.2℃左右。
主要城市有：布鲁塞尔（人口：959,318）、安特卫普（人口：445,570）、根特（人口：224,685）、沙勒羅瓦（人口：200,233）、列日（人口：184,550）、布鲁日（人口：117,352）。